# La Asunta
La Asunta – miasto w Boliwii, w departamencie La Paz, w prowincji Sud Yungas.